# Zorilispe tonkinensis
Zorilispe tonkinensis är en skalbaggsart som beskrevs av Stefan von Breuning 1956. Zorilispe tonkinensis ingår i släktet Zorilispe och familjen långhorningar. Inga underarter finns listade i Catalogue of Life.